# チャールズ・タッカー三世
チャールズ・タッカー三世（Charles Tucker III）は、アメリカのSFテレビドラマ『スタートレック:エンタープライズ』に登場する架空の人物。年齢：30代前半から40代前半、地球人男性、アーチャー船長の親友の一人、地球初のワープ5宇宙船エンタープライズ(NX-01)の主任機関士（機関部長）、階級は中佐（翻訳では少佐）、第3位の上級士官、愛称は「トリップ」。演じたのはコナー・トリニアーConnor Trinneer。日本語版の吹き替えは内田直哉。
- 日本語吹き替え版でチャールズ・タッカー三世少佐として登場するが、これは明らかな吹き替えミスであり、本来の階級はCommander=中佐である。少佐は通常Lieutenant commanderである。

## 経歴
2121年に誕生し、地球のフロリダのパナマシティで育った。幼少時に母親と共にH・G・ウェルズの『宇宙戦争』を読んだことが影響して、将来は宇宙船の船長を目指していた。母親は彼が建築家になることを希望していたが、後に妹のエリザベスが建築家となった。父親はエンジニアになることを望んだ。7歳のときに『エモリー・エリクソン 転送機を生んだ偉人』という本を母親より貰い、一ヶ月に渡り毎晩読み聞かされたことが影響し、父親の希望するエンジニアを目指すようになった。
初めて、ヴァルカン人を見たのは、 ヴェリックという教師で、タッカーが10年生頃に生物の授業を担当していた。ヴェリックは異星人についてタッカー達に講義をしている。「先生は… ヴァルカン人でエイリアンについて教えに来てた。で、俺はその時ヴァルカン人を、初めて見た。…震え上がったね。」と語っている。
ホシ・サトウより、大学を中退している事が語られる。
2139年、宇宙艦隊アカデミーを卒業し、同年に宇宙艦隊に入隊。宇宙艦隊に入り立ての頃は、ソーサリートのヴァルカン居住区の近くに住んでいた（ここにはトゥポルが居住していた）。
2143年、アーチャーと出会う。アーチャー船長は高速ワープ実用化に向けたNXプロジェクトにパイロットとして参加し、一応の成果を出したが、それは命令を無視しての行為だった。アーチャーとはこの頃からの付き合いで、行動を共にして謹慎処分を受けている。
- 補足説明

NX計画は、2140年代前半にマックスウェル・フォレスト准将指揮下で開始され、ワープ5エンジンのプロトタイプを搭載した数機のテスト用機体が造られた。
テスト機用のテストパイロットは、ジョナサン・アーチャー中佐、A・G・ロビンソン中佐、ガードナー中佐、デュバル中佐の中から選ばれる事になる。テストエンジンの責任者はジェフリーズ大佐で、彼の指揮下にタッカー大尉がいた。
テストパイロットの選抜でアーチャー中佐は選ばれず、ロビンソン中佐が選ばれた。実験機NXアルファのテストでワープ2を超える事には成功したが、突然ワープ・フィールドが崩壊し、制御不能となり爆発。計画は失敗と終わりヴァルカン顧問評議会はNX計画の無期延期を催告し宇宙艦隊はこれに従った。
タッカー大尉は原因を究明し、インターミックスの混合率に問題が有りエンジン自体には問題は無しと判断した。タッカー大尉の協力でアーチャーとロビンソンの2人は無断でNXベータを使用してテストフライトを実行し、見事ワープ2.5のスピードを記録した。その後、命令違反ではあったがヴァルカン顧問評議会も認め、ヴァルカンは一年間のシミュレーションを実施後、計画再開に合意。計画再開から8ヵ月後にデュバル中佐がNXデルタでワープ3の突破に成功する。5年後の完成を目指しNX級宇宙船の建造が開始され、一番艦のエンタープライズ NX-01が完成、2151年4月にエンタープライズはジョナサン・アーチャー大佐が船長となり宇宙への旅が始まる、ジョナサン・アーチャーはタッカー大尉の協力を感謝し、自分が船長になったときは主任機関士にすると約束をした。
2147年、アーチャーに命を救われている。エンタープライズ(NX-01)着任前に行った有人惑星は運が悪く、ダニやチリだらけの星だと語っている。そのためアーチャー船長が惑星を訪問する度に同行を懇願している。アーチャー船長とは、エンタープライズ(NX-01)着任前にタイタンのオメガ演習任務に出たことがある。タッカーはエンタープライズ(NX-01)のワープエンジンを自ら組み立てている。
2151年4月、エンタープライズ(NX-01)の主任機関士（機関部長）に就任。
第5話 "Unexpected" 「予期せぬ侵入者」にて、地球人男性として初めて妊娠した。
- 補足説明

タッカーは他にも面白い経歴がある。アーチャー船長の命令でジリリアン船へテラファジックコイルを修理に行った際、タッカーを魅力的に思ったアーレンは意図していなかったが、彼を妊娠させてしまう。女児は無事に別のホストへ移された。
アーレン（Ah'Len）は故郷はセラ、好物はドゥターラの根と話している。Julianne Christie 日本語版の吹き替えは田中敦子。
第6話 "Terra Nova" 「植民星テラ・ノヴァの謎」にて、祖父がテラ・ノヴァからの初映像を覚えていたと話している。
- 補足説明

テラ・ノヴァとは、地球人による初の太陽系外コロニー惑星。「偉大なる実験」と呼ばれ、距離は地球から20光年以内だが、当時の技術では行くだけで9年の時間が必要だった。惑星は複数の衛星をもつ。S.S.コネストーガに乗って70年以上前に入植されており、その後に別の技術者を送ろうとするが、地球の宇宙局と対立。コロニーの北500kmで起こった小惑星の衝突で入植者は全員死亡と思われたが、その後の孤立状態になって免疫のできた幼い子供だけが生き残った。子孫は自分達が地球人だと理解しておらず、ノヴァ人として3世代に渡って独自の文化を築いた。
2153年4月24日、ズィンディが地球を攻撃し700万人の犠牲者が出る、その一人に妹のエリザベス・タッカーがいた。
2154年、エンタープライズは地球へ帰還。タッカーは新造のNX級コロンビアに転属する。
クリンゴンがエンタープライズに転送侵入し、システムに破壊工作をしたために、エンタープライズはコロンビア(NX-02)との危険な手段でタッカーを戻らせ、タッカーはエンタープライズを無事に修復する。
オリオン男性のハラッド・サーがある提案をしに訪れた。それは、彼が発見した惑星の利用法について宇宙艦隊に従うかわりに、宇宙艦隊は採掘事業を行ってその10%を分け前として彼が受け取るというものだった。取引を成立させるため、アーチャー船長には3人のオリオン奴隷女が贈られる。アーチャーも含めオリオン奴隷女が出すフェロモンに操られるが、タッカーだけは影響を受けず、オリオンたちの計画を止めることが出来た。コロンビアからエンタープライズに再転属願いをヘルナンデス船長に提出する。
2155年1月19日、人類、アンドリア、テラライト、ヴァルカン惑星連合締結の会議が始まる。タッカーとトゥポルとの子供である、エリザベス・タッカーが死亡する。
2161年、24世紀の記録ではアーチャーを守るために我が身を犠牲にして任務中に殉職したとされている。しかし、少なくとも2230年代までは生存していたことが確認されている（「Star Trek:ENT -Last Full Measure-」）。

## 愛称の意味
アーチャーやトゥポル、マルコム・リードら親しい友人には「トリップ」と呼ばれている。トリップの由来は、彼の名前の「チャールズ・タッカー三世」が祖父から三代に渡って同じ名前「チャールズ・タッカー」を受け継いだため、トリプルをもじってトリップと呼ばれるようになった。

## 性格
天才的な軌道上エンジニアとして有名だが、自慢する事はしないが、調子に乗る時がある。エンタープライズの機器関係の改良がある場合は自分の管理下の元でしか優秀な技師や科学者だろうが触る事を良しとしない頑固な面もある。
ユーモアセンスにあふれた南部気質。そのユーモアセンスも両親の影響が強いと、アーチャー船長が劇中で説明をしている。
人種差別が異常な程嫌いであるが、ヴァルカン人に対しては偏見があった。しかしトゥポルとの出会いで解消されてヴァルカン人を理解するだけではなく、トゥポルに愛情を持つまでになる。第4話 "Strange New World" 「風が呼んだエイリアン」では、幻覚のためでもあるが、彼は露骨にトゥポルに感情をむき出して暴言を吐いている。タッカーは「偏見を打ち負かせ。でないと自分が負ける。」とヴェリック先生の言葉を思い出している。第16話"Shuttlepod One"「引き裂かれたクルー」で判った事だが、トゥポルに対してはヴァルカン人である事が理由で嫌っていたようだ。その後、ヴァルカン人を徐々に理解したが、ヴァルカン人に対して嫌味を言う時がたまにある。
- 補足説明

第48話 "Cogenitor" 「第3の性」では、差別に対する拒絶する意識のためにヴィシア人の「第3の性」＝「共同親」に同情をし異星人の文化を無視し文字や地球の文化を教える、「共同親」は自我に目覚め自殺する。タッカーは自分の責任の重さに気がつき激しい自責の念を覚える。
自分の命より、自分の仲間を大切に思う気持ちが強い人物でもある。
タッカーの初恋は、パナマシティーのベイショワー小学校に通っていた時だった。同じ学校に通うメリッサ・ライルズがパーティーに行くと聞き、メリッサと踊りたいがために妹のエリザベスを相手に何週間もツーステップの練習をした。会場ではメリッサと何回か目が合ったが、最後まで会場の隅に立っていただけで、彼女を誘うことができなかった。それを大人になってもずっと悔やんでいると語っている。青年期には当時の恋人と車で海辺をドライブし、一緒に月を眺めるなどロマンチックな一面も持っている。
これまでつき合った女性は3人だが、全て悲惨な結果に終わったと本人より語られている。ペンサコラに住む恋人のナタリーとの付き合いも、タッカーが宇宙に出ている間に別れる結果となる。その後フロックスの要請で不眠症の治療のためにトゥポルの神経マッサージを受け、それが始まりとなり、お互いが愛情を持つ事になる。
シーズン当初は上記のヴィシア人への対応等軽はずみな言動も見られたが、シーズン終盤になる頃にはユーモアセンスを失わないまま落ち着きさを増し、上級士官として成長した立ち振る舞いになっていた。

### 好物
彼の祖母は、食習慣で相手を決して判断してはいけないと教え込んでいる。ナマズのフライ、揚げたトウモロコシ添えである。

### 苦手
タッカーは、オーストラリア砂漠の奥地でサバイバル訓練を受けている。再処理した汗を飲み、ヘビ肉を食べた経験から、砂漠が極端に苦手となっている。アーチャーとの探索任務では惑星への同行を懇願するシーンが多々見られるが、「幻影の戦士」ではアーチャーの申し入れを拒絶している。

## 趣味
映画鑑賞：オカルト映画が特に好んで観るようだ。
好きな作品は
『フランケンシュタイン』(Frankenstein) 1931年(米)
『フランケンシュタインの花嫁』(Bride of Frankenstein) 1935年(米)
『フランケンシュタインの逆襲』(The Curse of Frankenstein) 1957年(英)
フィギュアの収集等も趣味としている。第98話 "These Are the Voyages..." 「最後のフロンティア」にて、トゥポルがタッカーの遺品を整理している場面では、アーチャーはタッカーの両親に「トリップは出席を望んでいた」と伝えたことを話した後に、彼の遺品の中から、フランケンシュタインのフィギュアを手に取りトゥポルに「宝物だ」といって手渡している。
スポーツ：スキューバ・ダイビング

## 家族
祖父：チャールズ・タッカー

父親：チャールズ・タッカー二世 
- 両親は健在のようだ、第98話 "These Are the Voyages..." 「最後のフロンティア」にて、トゥポルとアーチャーの会話の中でタッカーの両親の話が出ている。

兄弟は妹と弟がいる。弟の名前は不明。妹はエリザベス・タッカー。
- 第52話 "The Expanse" 「帰還なき旅」にて、2153年3月にジィンディの球状兵器が地球を攻撃し、巨大な炎を発し一直線に地上に注がれフロリダ半島から大きな黒い線として、北から南に向かって、キューバ島も通過しその爪跡が残った。犠牲者は700万人におよび、その中の一人にフロリダに住む建築士の妹のエリザベスがいた事が判る。その後、タッカーは性格が一変しユーモアも言わず、神経質と不眠症となりアーチャーやマルコム・リード等に当り散らすようになる。妹のエリザベスとは仲が良い兄妹で、近所の映画館に良く映画を観にエリザベスを連れて行ったり、彼女が高校生の時にはクラスメイトの男が手を出さないように常に見張っていた。妹はかなりの美人だった。ズィンディの攻撃でエリザベスが死んでしまったが、第72話"The Forgotten"「デグラの決断」にて憎しみを乗り越え、エリザベスの写真に「さようなら」を告げる。

娘：エリザベス・トゥレス・タッカー
- 第96話 "Demons" 「テラ・プライム（前編）」にてトゥポルとタッカーのDNAを合成した赤ちゃんが存在する事が分かる。第97話 "Terra Prime" 「テラ・プライム（後編）」にて、DNAの合成技術が不完全なために死亡した。この子の名前はトゥポルがタッカーの亡くなった妹の名と自身の祖母の名をとって「エリザベス・トゥレス」と名付けている（地球人とヴァルカン人の初めてのハーフ）。

2151年時点で 4年生になる甥がアイルランドのウォーリー小学校に通っている設定になっている。
幼少期はベッドフォードという名前の大型犬を飼っていた。

## 死亡展開の顛末
タッカーは最終話において死亡した事が示唆されている（ただし死亡が断定可能なシーンは存在しない）。この最終話の唐突な展開については視聴者や批評家など各方面から批判が殺到し出演者からも否定的な意見が出てくるほどであった。後に番組打ち切りによりテレビ放映で扱われなかった年代を扱うノベライズのいくつかにおいて、タッカーの死はライカーがプレイしているホロノベルの中の出来事であり、このホロノベルの内容は表向きの記録に基づいて作られたもので、実際にはタッカーは2161年に死亡していないという説明がなされた。具体的には、テラプライム事件の解決後、タッカーはセクション31の工作員として対ロミュラン潜入工作活動に従事しており、この任務のために死亡を偽装しその後の人生は身分を偽って生活したというものである。タッカーの任務の中には多くの破壊活動が含まれていたため、この経歴と任務の詳細については機密事項となり、2400年代に入ってからの機密指定解除によりようやく一般に公開されたとされる。工作員としての任務を終えた後、タッカーは「マイケル・ケンモア」という偽造身分でトゥポルと共にバルカンで暮らし、子供を二人もうけている。短くても117歳を超える長生きで、幼い頃のジェームズ・T・カークと出会っていたり、コンスティテューション級の設計に関わったりしている。なお「マイケル・ケンモア」とは、タッカー役のトリニアーが『スターゲイト アトランティス』に出演した際に演じていた役名である。

## エピソード
チャールズ・タッカー三世が活躍するエピソード。
- 第4話 "Strange New World" 「風が呼んだエイリアン」
- 第5話 "Unexpected" 「予期せぬ侵入者」
- 第20話"Oasis"「閉ざされたオアシス」
- 第24話"Desert Crossing"「幻影の戦士」
- 第37話"Precious Cargo"「眠る女の謎」
- 第39話"Dawn"「熱き夜明け」
- 第48話 "Cogenitor"「第3の性」
- 第52話 "The Expanse"「帰還なき旅」
- 第91話 "Affliction"「クリンゴンの苦境」
- 第93話 "Bound"「誘惑の甘い罠」
- 第96話 "Demons"「テラ・プライム(前編)」
- 第97話 "Terra Prime"「テラ・プライム(後編)」
- 第98話 "These Are the Voyages..."「最後のフロンティア」